# EAST ASIA (歌曲)
《EAST ASIA》是中岛美雪创作的歌曲，收录于1992年发行的同名专辑《EAST ASIA》中。

## 介绍
- 本歌曲曲风雄厚广阔，表达了对东亚优秀而辉煌文明的热爱与自信。

- 贯穿歌曲的主线是一人雨中独行，寻找自己失落已久的心，柔弱中不失淡定。

- 在这里中岛抓住了东亚人民的最大公约数，散发着超越国界的包容力，凝聚了东亚各民族的心。
- 关于这首歌曲的创作背景，中岛在1992年的《月刊角川》中写道 ：

```
   “当我在
国外
旅行时，那边的人问我，
   ‘你是哪国人？
中国人
？’
    我会回答，‘不。我是
日本人
。’
    对方则答：‘啊，日本。不过这个国家在哪里？ ’情况经常如此。
    那个时候的实际感受是‘日本不是在中间吗’，这让我重新思考日本的位置。” 
[
1
]
```

- 这是大卫·坎贝尔首次参与中岛歌曲的编曲。

## 收录作品
专辑
| 收录专辑                          | 发行日期      | 备注       |
| --------------------------------- | ------------- | ---------- |
| EAST ASIA                         | 1992年10月7日 | 第20张专辑 |
| 歌旅 -中岛美雪 Concert Tour 2007- | 2008年6月11日 | 现场专辑   |

影像作品
| 收录影像作品                             | 发行日期       | 备注                    |
| ---------------------------------------- | -------------- | ----------------------- |
| 夜会VOL.4 金环蚀                         | 1993年11月3日  | 现场DVD                 |
| 夜会工场VOL.2                            | 2018年12月19日 | 现场DVD/BD              |
| 中岛美雪 Live Request -歌旅・缘会・一会- | 2018年12月19日 | 现场专辑（初回限定DVD） |

## 翻唱
- 万芳 (1993年，国语填词《恋你》，收录于专辑《贴心》）
- 古川村（2007年，纯音乐，收录于专辑《Hippopop》）